# أنطوان لي كلير
أنطوان لي كلير (بالإنجليزية: Antoine LeClaire)‏ هو ترجمان ‏ أمريكي، ولد في 15 ديسمبر 1797 في سانت جوزيف في الولايات المتحدة، وتوفي في 25 سبتمبر 1861 في دافنبورت في الولايات المتحدة.